# Spalacopus cyanus
El cururo o chululo (Spalacopus cyanus) es una especie de roedor histricomorfo de la familia Octodontidae, la única del género monotípico Spalacopus. No se reconocen subespecies.  Es endémica de Chile.

## Distribución geográfica
Se le encuentra en Chile,  desde Caldera (Región de Atacama) a Chillán (Región de Ñuble), desde el nivel del mar hasta 3.400 m s. n. m. de altitud.
Está emparentado con la especie Ctenomys fulvus (muy confundida con el chululo) cuya distribución llega hasta Vallenar y es de color pardo.

## Morfología
Es un roedor  de cuerpo pequeño (10 cm), de forma cilíndrica, orejas pequeñas, ojos chicos azulados; pero no atrofiados, generalmente de color negro o gris oscuro y cola corta. 
Sus extremidades delanteras presentan grandes garras prensiles. Tiene poderosos incisivos capaces de masticar duras raíces. Su pelaje es corto y de color negro azabache.

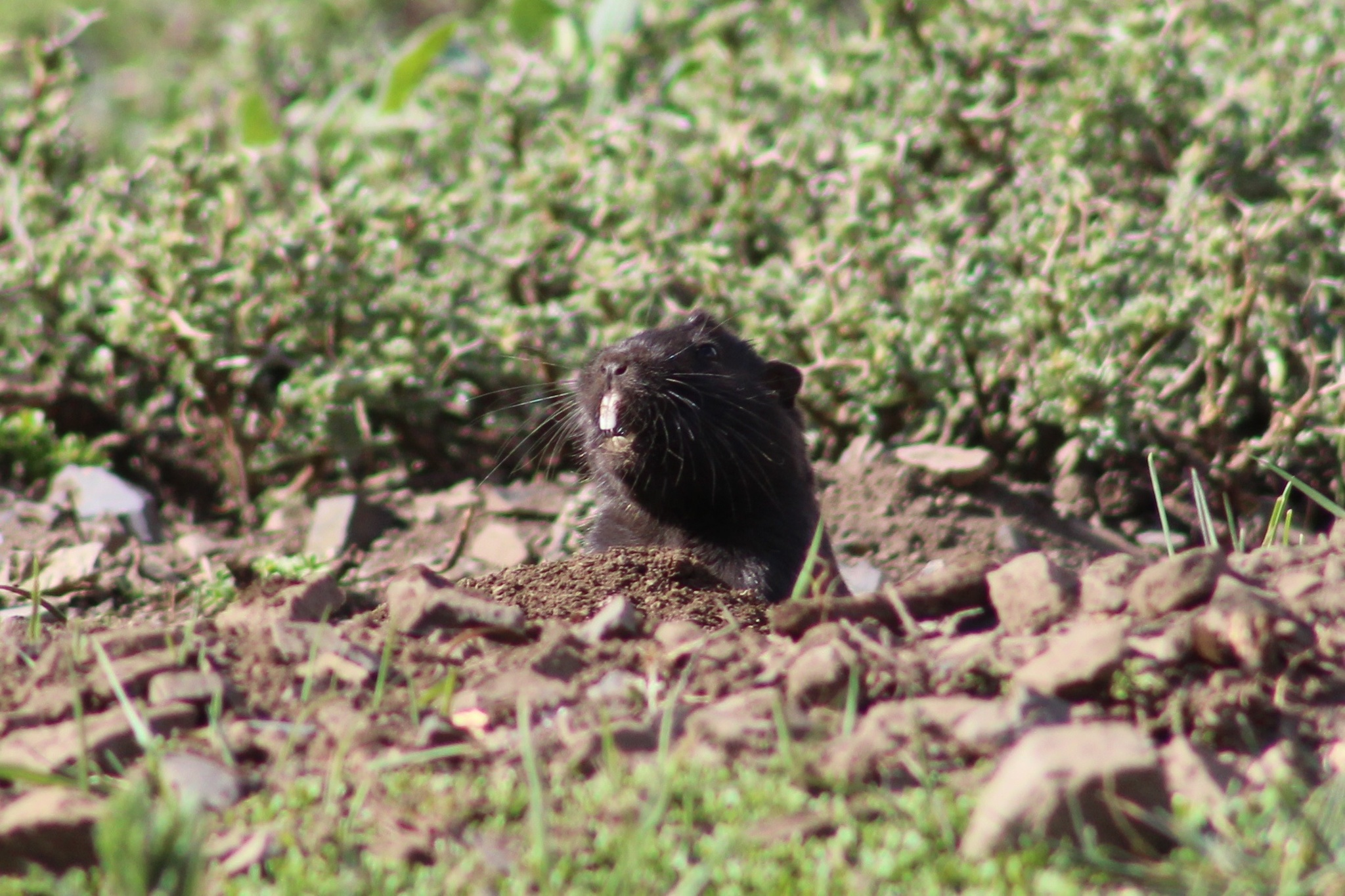
Cururo (Spalacopus cyanus) asomando su cabeza desde un túnel hecho en el suelo.

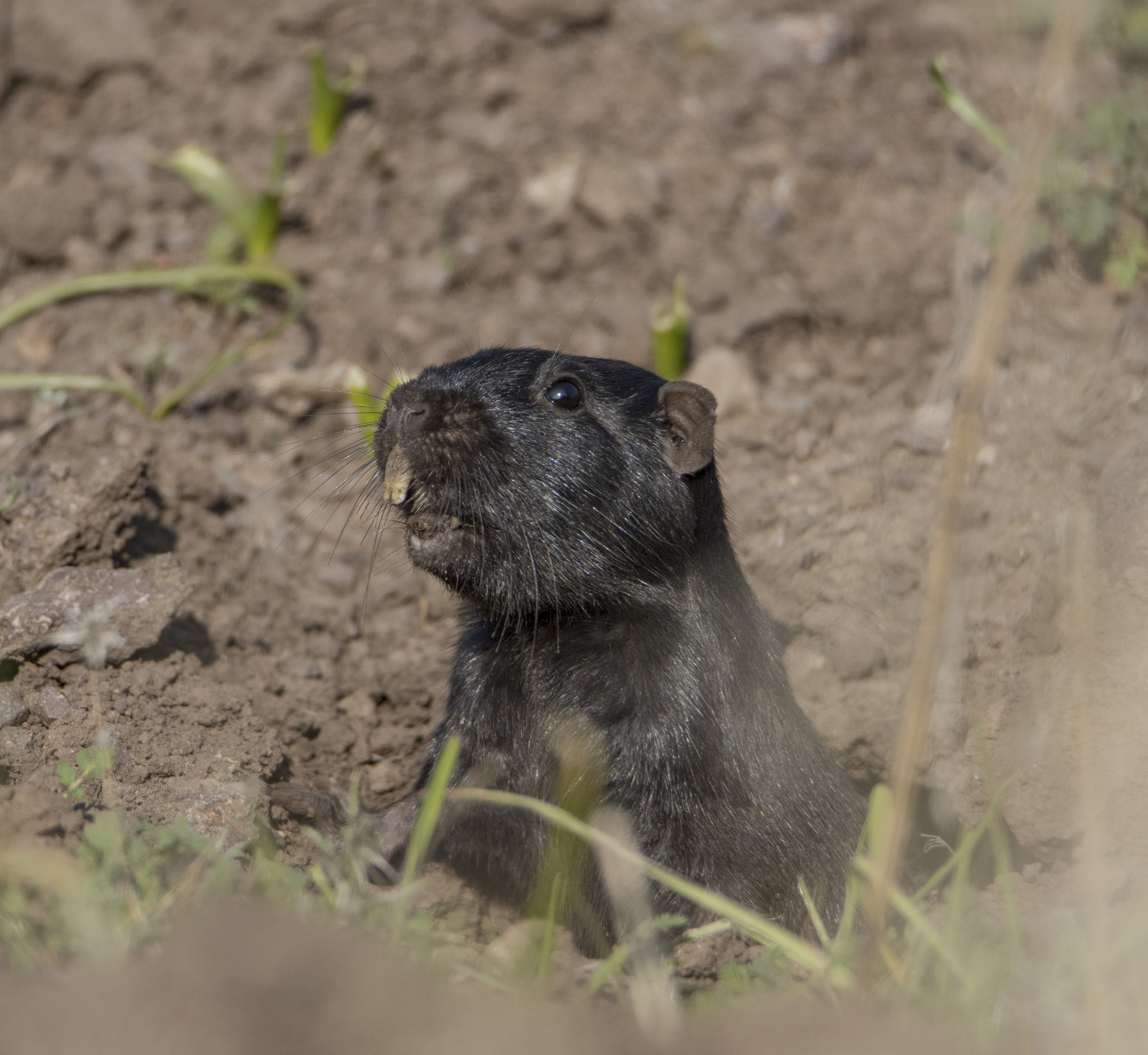
Cururo (Spalacopus cyanus) asomando su cabeza desde un túnel hecho en el suelo.

## Hábitat y comportamiento
Se caracteriza por construir túneles profundos en terrenos cubiertos de vegetación con raíces comestibles o bulbos. Las entradas se reconocen por los montoncitos de tierra, son capaces de horadar extensas áreas de pastizales o laderas. 
Forman colonias de individuos que pueden llegar a varias decenas.  Cuando sus galerías se acercan a terrenos usados por humanos se transforma en un problema de plaga para la comunidad humana.
En tiempos de sequía se ocultan en las profundidades y se hace de hábitos solo nocturno.
Construye galerías subterráneas, las que  no abandona, pero asoma su cabeza en las entradas cuando sale el sol. 
Sus galerías son inconfundibles, ya que en cada entrada o salida hay un montículo que se forma con la tierra que el animal extrae al cavar.
Son muy difíciles de ver en luz diurna, son tímidos y rehúyen la presencia humana, son muy activos en las atardecidas y no abandonan nunca la entrada de sus cuevas.
Se comunica con sonidos que resuenan en los túneles. Cuando la vegetación del terreno disminuye, la colonia se traslada durante la noche.

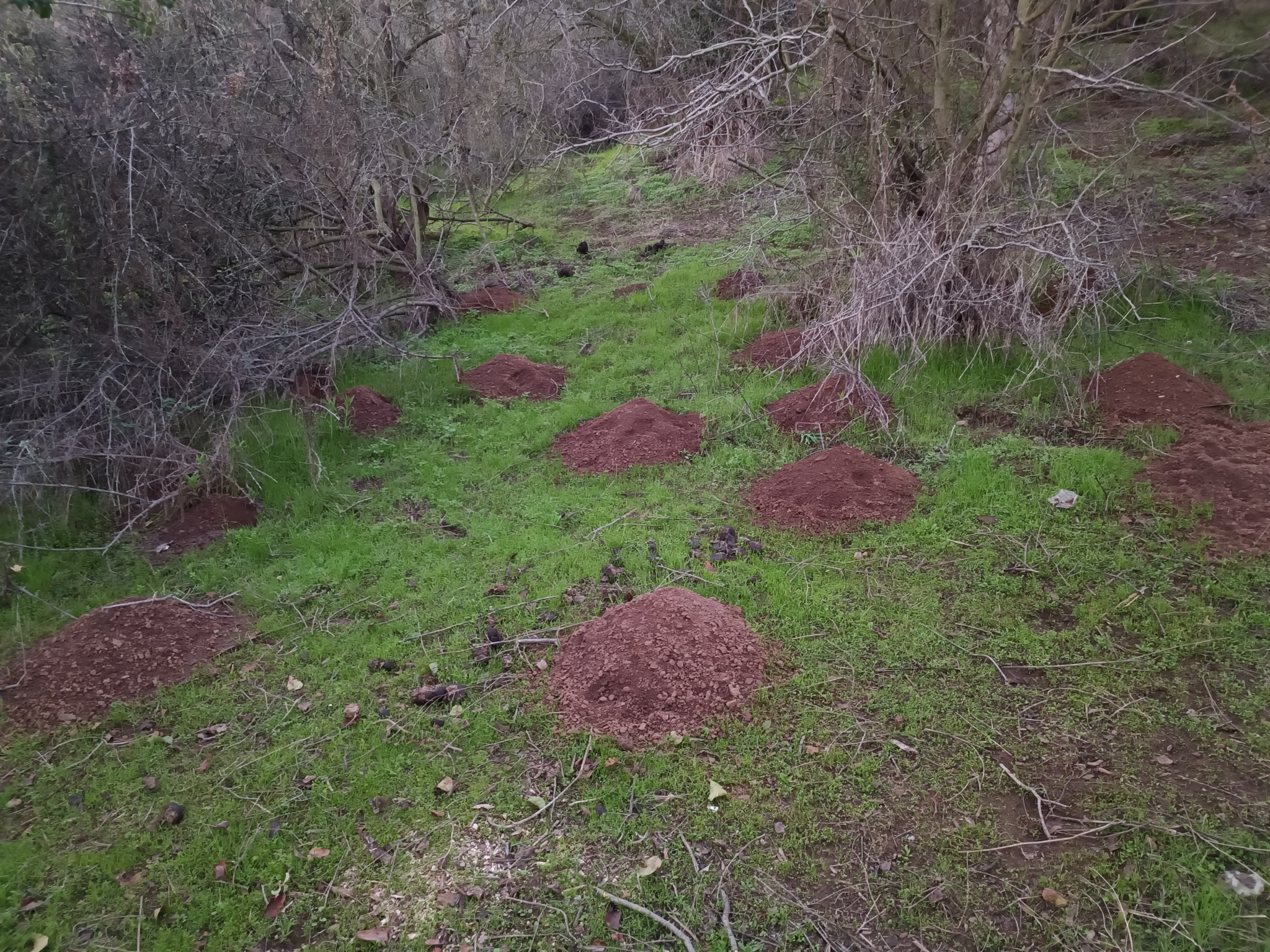
Entradas a túneles o madrigueras de cururos en Reserva Natural Cerro La Wingka, Limache, Chile.

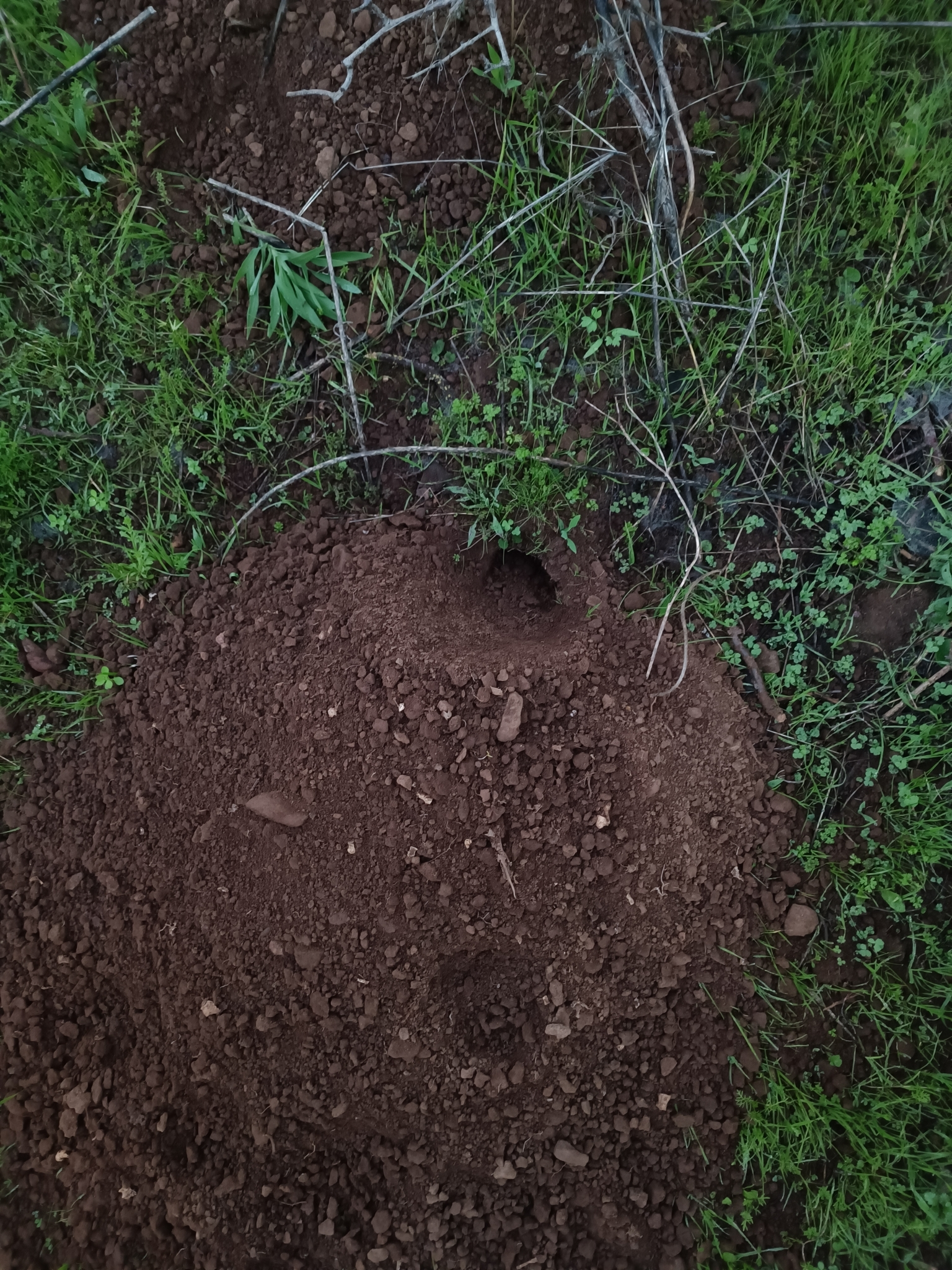
Entrada a túnel o madriguera de cururo en Reserva Natural Cerro La Wingka, Limache, Chile.

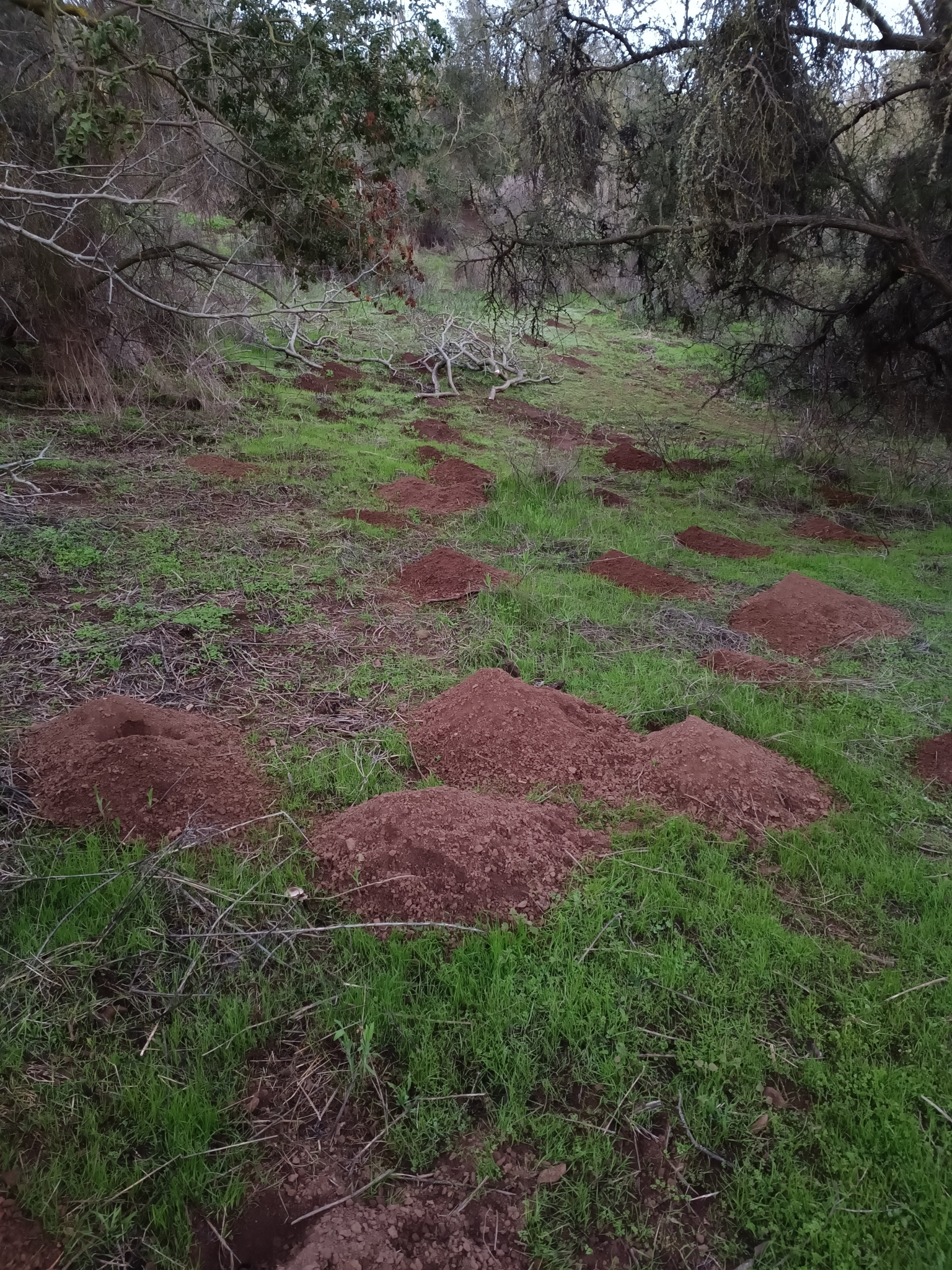
Entradas a túneles o madrigueras de cururos en Reserva Natural Cerro La Wingka, Limache, Chile.